# 葵美哉
葵 美哉（あおい みや、6月3日 - ）は、元宝塚歌劇団専科の男役。元月組副組長。
宮崎県宮崎市、宮崎女子高等学校出身。身長166cm。愛称は「ありんこ」、「ありりん」。

## 来歴
1975年、宝塚音楽学校入学。
1977年、宝塚歌劇団に63期生として入団。月組公演「風と共に去りぬ」で初舞台。
1978年、月組に配属。
1991年12月27日付で月組副組長に就任。
1996年11月5日付で専科へ異動となる。
専科異動後は各組に特別出演を続け、1998年12月20日、宙組「エリザベート」宝塚大劇場公演千秋楽をもって、宝塚歌劇団を退団。

## 宝塚歌劇団時代の主な舞台

### 初舞台
- 1977年3 - 5月、月組『風と共に去りぬ』（宝塚大劇場のみ）

### 月組時代
- 1980年4月、『アンジェリク』新人公演：ジャック（本役：八郷ごう）／『仮面舞踏会』（東宝）
- 1980年6月、『スリナガルの黒水仙』新人公演：マデナ／『クラシカル・メニュー』
- 1981年6月、『白鳥の道を越えて』新人公演：ロレンツォ（本役：八郷ごう）／『ザ・ビッグ・アップル』
- 1982年2月、『あしびきの山の雫に』新人公演：根麻呂（本役：八郷ごう）／『ジョリー・シャポー』
- 1982年5月、『愛限りなく』／『情熱のバルセロナ』新人公演：ジサント将軍（本役：星原美沙緒）
- 1983年1月、『まい・みらくる』（バウ）
- 1983年3月、『春の踊り』／『ムーンライト・ロマンス』新人公演：シャルル（本役：汝鳥伶）
- 1983年6月、『南蛮花更紗』／『ムーンライト・ロマンス』シャルル（全国ツアー）
- 1983年11月、『翔んでアラビアンナイト』新人公演：パーマン（本役：麻月鞠緒）／『ハート・ジャック』
- 1984年1月、『I an What I am』（バウ・東京特別・名古屋特別）
- 1984年5月、『沈丁花の花道』田口源次郎／『ザ・レビューⅡ』
- 1985年9月、『スウィート・リトル・ロックンロール』（バウ）ぐいぐいジョー
- 1987年1月、『スウォード・フラッシュ!』（バウ・東京特別・名古屋特別）
- 1987年5月、『ME and MY GIRL』ランベス・キング
- 1989年1月、『心中・恋の大和路』（バウ）丸十
- 1989年10月、『宝塚をどり賛歌』／『タカラヅカ・フォーエバー』（ニューヨーク）
- 1990年2月、『大いなる遺産』ジョー・ガージャリー／『ザ・モダーン』
- 1990年4月、『天使の微笑・悪魔の涙』ラインハルト学長／『レッド・ホット・ラブ』（全国ツアー）
- 1990年8月、『川霧の橋』徳二郎／『ル・ポアゾン 愛の媚薬』
- 1991年1月、『カウントダウン・1991』（バウ・東京特別・名古屋特別）リッピンコットン隊長
- 1991年5月、『紫陽の花しずく』（バウ）鐘馗の権六
- 1992年1月、『珈琲カルナバル』マテウス／『夢・フラグランス』
- 1992年7月、『PUCK』マシュー／『メモリーズ・オブ・ユー』
- 1993年1月、『マンハッタン物語』（バウ・東京特別・名古屋特別）ジョニー・ブラニガン
- 1993年4月、『グランドホテル』ローナー／『BROADWAY BOYS』
- 1993年11月、『夢の10セント銀貨』（バウ・東京特別・名古屋特別）ハーマン
- 1994年1月、『風と共に去りぬ』ピーター
- 1994年2月、『たけくらべ』（バウ）正太郎
- 1994年6月、『エールの残照』リチャード・シーモアー卿／『TAKARAZUKA・オーレ』
- 1994年12月、『LE MISTRAL -鏡の中に消えた男-』（ドラマシティ）アナトール
- 1995年6月、『ハードボイルドエッグ』パパ・ディンズモア／『EXOTICA!』（東宝）
- 1995年8月、『ME AND MY GIRL』バターズビー卿
- 1995年10月、『ある日どこかで』（バウ・東京特別）プリーストリィー博士／デビッドの父
- 1996年1月、『訪問者』（バウ・東京特別）五兵衛／ピエール・ド・ギッシュ
- 1996年3月、『CAN-CAN』ルイ・ガストン／『マンハッタン不夜城 -王様の休日-』
- 1996年6月、『銀ちゃんの恋』（バウ・東京特別）プロデューサー
- 1996年9月、『チェーザレ・ボルジア -野望の軌跡-』ローヴェレ／『プレスティージュ』

### 専科時代
- 1997年10月、『ブルー・スワン -Get Beauty, Only Beauty-』（花組：バウ・東京特別・名古屋特別）ピエール
- 1998年1月、『Elegy 哀歌』（星組：東京特別）グルマン王
- 1998年4月、『ディーン -ジェームス・ディーンの生涯より-』（星組：バウ・東京特別）モーゼス
- 1998年6月、雪組『心中・恋の大和路』（バウホール） - 丸十
- 1998年10 - 12月、宙組『エリザベート』（宝塚大劇場のみ） - ツェップス 退団公演